# Hans von Veyder-Malberg
Hans Baron von Veyder-Malberg (* 30. September 1886 in Lundenburg, Mähren; † 1. September 1966 in München) war ein österreichischer Automobilpionier, Sportfahrer und Geschäftsführer der Porsche GmbH.

## Leben
Hans Baron von Veyder-Malberg stammte aus altem österreichischen Adel. Er hatte zeit seines Lebens mit Automobilen zu tun. Schon mit 15 Jahren saß er am Volant eines 9 PS Henriod-Einzylinders, das erste eigene Fahrzeug war ein 2½ PS Laurin & Klement Motorrad mit Flachriemen. Erste Begegnung mit Ferdinand Porsche anlässlich des Semmering-Bergrennens 1904, Studium an den technischen Hochschulen von Graz, Brünn und Wien. Ab 19. September 1909 Volontariat  bei Austro Fiat in Wien-Floridsdorf, 1910 Leiter der Reparaturabteilung. 1911 Teilnahme an der ersten Rallye Monte Carlo, erste sportliche Erfolge 1912 bei der Österreichischen Alpenfahrt. Seit 1913 Leiter der Auto-Taxi-Gesellschaft mit über 100 Fahrzeugen, während des Ersten Weltkrieges Betriebsleiter bei Austro Fiat.
Ab 1921 verstärkte sportliche Tätigkeit u. a. Riesrennen 1921: Vierter auf Austro-Fiat,  1923 Semmering: Dritter Klasse, Siebenter Gesamt, Riesrennen 1923: Zweiter gesamt alles auf Steyr und schließlich mit Werkswagen von Austro-Daimler: Gesamtsieg Ries-Rennen, Graz 1924, Dritter gesamt und Klassensieg 1925, Gesamtsieg Fernfahrt Paris – Nizza 1924 und 1925, Gesamtsieg Einzelwertung und Teamsieg Österreichische Alpenfahrt 1924. Mehrere Bestzeiten auf der Schweizerischen Alpenfahrt 1924.
Veyder-Malberg war bei Steyr als technischer Berater der Generaldirektion beruflich tätig. Er unterstützte nach dem Weggang von Hans Ledwinka das Engagement von Ferdinand Porsche als Chefkonstrukteur und Vorstand. Nach dem großen Bankkrach, der auch Steyr betraf, war er arbeitslos.
Im Februar 1933 wurde Veyder-Malberg als Nachfolger von Adolf Rosenberger kaufmännischer Leiter und Prokurist des Konstruktionsbüros von Ferdinand Porsche in Stuttgart. Aufgrund eines Darlehens für das Büro in Höhe von 40.000 Reichsmark erhielt er im selben Jahr eine zehnprozentige Beteiligung an der Porsche GmbH. Rosenbergs Eltern konnten 1939 mit Hilfe von Malberg Deutschland verlassen.
Mit Porsches Konstruktionsplänen in der Aktentasche bereiste Veyder-Malberg die deutsche Industrie, um den Bau des Volkswagens zu realisieren. Bei Zündapp wurden drei Prototypen, allerdings mit einem Fünfzylinder-Sternmotor, bei  NSU, der damals größten Motorradfabrik der Welt, vier Prototypen hergestellt, die dem späteren VW schon recht ähnlich waren. Beide Projekte kamen nicht zustande. Dennoch entstand der VW-Vorläufer, der Typ 30, mehr oder weniger in Porsches privater Garage am Feuerbacher Weg in Stuttgart. Als Adolf Hitler im März 1934 anlässlich der Eröffnung der Internationalen Automobilausstellung in Berlin von einem Automobil für das Volk sprach, hatte er bereits das Exposé vom 17. Januar 1934 in Händen, worin Baron Malberg Porsches Ideen für genau dieses Auto formuliert hatte. Im April 1934 kam es zu einem direkten Treffen Porsche – Hitler, von dieser Besprechung existieren Skizzen Hitlers, wie er sich das Auto vorstellte. Der Reichsverband der Automobilindustrie (RDA) war zunächst wenig begeistert, schloss aber im Juni 1934 einen Konstruktionsvertrag mit der Porsche GmbH. Schließlich übernahm die deutsche Arbeitsfront unter Leitung von Robert Ley das gesamte Projekt, aus dem Volks- wurde der KdF-Wagen.
Im Jahr Dezember 1937 wurde die Porsche GmbH in eine Kommanditgesellschaft umgewandelt. Der einzig familienfremde Teilhaber war noch Veyder-Malberg, der seine Anteile verkaufte, aber weiter den Posten eines Geschäftsführers innehatte. Neben den 70 % Porsches, waren jetzt Sohn Ferry mit 15 % und Tochter Louise mit 5 % beteiligt, der Schwiegersohn Piëch hielt noch 10 %. Veyder-Malberg beantragte am 22. September 1938 die Aufnahme in die NSDAP und wurde rückwirkend zum 1. Mai aufgenommen (Mitgliedsnummer 6.195.519). Im Oktober 1944 zog sich Veyder-Malberg krankheitshalber aus dem Betrieb zurück, überstand drei schwere Operationen und starb 1966 in München.

## Schriften
- Hans Baron Veyder-Malberg: Lebenslauf. In: Christophorus. Zeitschrift für die Freunde des Hauses Porsche, Jg. 10 (1961), Nr. 53, S. 20–23.